# Oscaruddelingen 1935
Oscaruddelingen 1935 var den syvende oscaruddeling hvor de bedste film i 1934 blev æret med en oscarstatuette af Academy of Motion Picture Arts and Sciences. Uddelingen blev afholdt 27. februar på Biltmore Hotel i Los Angeles, USA. 
Frank Capras romantiske komedie Det hændte en nat blev den første film der vandt alle de 4 store priser: bedste film, bedste instruktør, bedste mandlige hovedrolle, bedste kvindelige hovedrolle og bedste filmatisering. 
Katehorierne bedste klipning, bedste musik og Oscar for bedste sang blev indført dette år.
Shirley Temple vandt ungdomsprisen dette år i en alder af 6 år, og er dermed den yngste oscarvinder nogensinde.

## Priser
| Bedste Film | Bedste Instruktør |
| --- | --- |
| - Det hændte en nat - Barretts fra Wimpole Street - Cleopatra - Hele hærens gavtyv - Continental - Her kommer Flåden - Huset Rothschild - Lykken banker på din dør - Kærlighedens Symfoni - Den tynde mand - Viva Villa - Den hvide parade | - Frank Capra – Det hændte en nat - Victor Schertzinger – Kærlighedens Symfoni - W. S. Van Dyke – Den tynde mand |
| Bedste Mandlige Hovedrolle | Bedste Kvindelige Hovedrolle |
| - Clark Gable – Det hændte en nat - Frank Morgan – Florentinske Nætter - William Powell – Den tynde mand | - Claudette Colbert – Det hændte en nat - Bette Davis – Besættelse (write-in) - Grace Moore – Kærlighedens Symfoni - Norma Shearer – Barretts fra Wimpole Street                                                                                                 |
| Bedste Historie | Bedste Filmatisering |
| - Manhattan Melodrama – Arthur Caesar - En synder med charme – Mauri Grashin - Den rigeste pige i verden – Norman Krasna | - Det hændte en nat – Robert Riskin - Den tynde mand – Frances Goodrich and Albert Hackett - Viva Villa – Ben Hecht |
| Bedste Kortfilm, Komedie | Bedste Kortfilm, Novelty |
| - La Cucaracha – Pioneer Pictures - Men in Black – Jules White - What, No Men! – Warner Bros. | - City of Wax – Stacy Woodard og Horace Woodard - Bosom Friends – Skibo Productions - Strikes and Spares – Pete Smith |
| Bedste Animerede Kortfilm | Bedste Scenografi |
| - Skildpadden og haren – Walt Disney - Holiday Land – Screen Gems - Jolly Little Elves – Walter Lantz | - Den glade enke – Cedric Gibbons og Fredric Hope - Florentinske Nætter – Richard Day - Continental – Van Nest Polglase og Carroll Clark |
| Bedste Musik | Bedste Sang |
| - Kærlighedens Symfoni – Columbia Studio Music Department - Continental – RKO Radio Studio Music Department - Til sidste mand – RKO Radio Studio Music Department | - "The Continental" fra Continental – Musik af Con Conrad; tekst af Herb Magidson - "Carioca" fra Carioca – Musik af Vincent Youmans; Tekst af Edward Eliscu og Gus Kahn - "Love in Bloom" from Hun elsker mig ikke – Musik af Ralph Rainger; tekst af Leo Robin |
| Bedste Fotografering | Bedste Assisterende Instruktør |
| - Cleopatra – Victor Milner - Florentinske Nætter – Charles Rosher - Spion 13 – George J. Folsey | - Viva Villa – John S. Waters - Cleopatra – Cullen Tate - Lykken banker på din dør – Scott Beal |
| Bedste Lydoptagelse | Bedste Klipning |
| - Kærlighedens Symfoni – John Livadary, Columbia Studio Sound Department - Florentinske Nætter – Thomas T. Moulton, United Artists Studio Sound Department - Cleopatra – Franklin Hansen, Paramount Studio Sound Department - Hele hærens gavtyv – Nathan Levinson, Warner Bros. Studio Sound Department - Continental – Carl Dreher, RKO Radio Studio Sound Department - Lykken banker på din dør – Theodore Soderberg, Universal Studio Sound Department - Viva Villa – Douglas Shearer, MGM Studio Sound Department - Den hvide parade – Edmund H. Hansen, Fox Studio Sound Department | - Eskimo – Conrad Nervig - Cleopatra – Anne Bauchens - Kærlighedens Symfoni – Gene Milford |

## Eksterne Henvisninger
- Oscar Legacys hjemmeside